# Heinz Kähler
Heinz Kähler (* 21. Januar 1905 in Tetenbüll; † 9. Januar 1974 in Köln) war ein deutscher Klassischer Archäologe.

Heinz Kähler, Sohn eines Pastors, studierte an den Universitäten Freiburg, Berlin und Kiel Klassische Archäologie, Alte Geschichte, Altphilologie und Kunstgeschichte. Im Jahr 1929 wurde er in Freiburg bei Hans Dragendorff mit der Arbeit Die römischen Kapitelle des Rheingebietes promoviert. 1931/32 erhielt er das Reisestipendium des Deutschen Archäologischen Instituts. Von 1932 bis 1936 lebte er als freier Wissenschaftler in München und Berlin. Er unternahm zahlreiche Forschungsreisen durch Frankreich, Spanien, Portugal, Italien, Griechenland und das westliche Kleinasien. Den Reisen entsprangen Aufsätze über Denkmäler römischer Kunst, vor allem der Architektur. Von Oktober 1936 bis Juni 1937 war Kähler wissenschaftlicher Hilfsarbeiter am Pergamonmuseum in Berlin. Zum 1. Mai 1937 trat er in die NSDAP ein (Mitgliedsnummer 5.352.956). Von 1937 bis 1941 war er bei Ernst Buschor in München Assistent. Seit 1941 war er Konservator des Museums für Abgüsse Klassischer Bildwerke. Trotz Verpflichtung zum Kriegsdienst erfolgte 1942 seine Habilitation mit der Arbeit Der große Fries von Pergamon, 1943 wurde er Dozent für Klassische Archäologie. In München wurde er 1951 zum außerplanmäßigen Professor ernannt. 1953 erhielt er den Lehrstuhl in Saarbrücken. Als Nachfolger von Andreas Rumpf übernahm Kähler von 1960 bis zu einer Emeritierung 1973 die Leitung des Instituts für Klassischen Archäologie der Universität zu Köln.
Seine Arbeitsschwerpunkte waren die Architektur und Bauplastik zunächst vor allem der Provinzen des Römischen Reiches, dann generell von der archaischen Zeit Griechenlands bis zur römischen und byzantinischen Spätantike. Als herausragende Arbeiten gelten unter anderem die Untersuchungen zu den Triumphbögen (1939), zum Pergamonfries (1948) und zu den griechischen Metopen (1949). In späteren Jahren lag der Schwerpunkt auf der Spätantike mit Untersuchungen zu den Kirchen in Aquileia (1957 und 1962), die Hagia Sophia (1967) und die Villa des Maxentius bei Piazza Armerina (1973).

## Schriften (Auswahl)
- Die römischen Kapitelle des Rheingebietes (= Römisch-germanische Forschungen. Band 13, ISSN 0176-5337). De Gruyter, Berlin u. a. 1939 (zugleich: Freiburg (Breisgau), Universität, Dissertation, 1929).
- Triumphbogen (Ehrenbogen). In: Paulys Realencyclopädie der classischen Altertumswissenschaft. Reihe 2, Halbband 13 = Band 7A, 1: Tributum bis M. Tullius Cicero. Neue Bearbeitung. Metzler, Stuttgart 1939, Sp. 373–493.
- Der grosse Fries von Pergamon. Untersuchungen zur Kunstgeschichte und Geschichte Pergamons. Gebr. Mann, Berlin 1948 (zugleich: München, Universität, Habilitations-Schrift, 1942).
- Das griechische Metopenbild. Münchner Verlag, München 1949.
- Die spätantiken Bauten unter dem Dom von Aquileia und ihre Stellung innerhalb der Geschichte des frühchristlichen Kirchenbaues (Schriften der Philosophischen Fakultät der Universität des Saarlandes). Saarbrücken 1957.
- Die Stiftermosaiken in der Konstantinischen Südkirche von Aquileia (= Monumenta artis Romanae. Band 4). DuMont Schauberg, Köln 1962.
- Das Fünfsäulendenkmal für die Tetrarchen auf dem Forum Romanum (= Monumenta artis Romanae. Band 3, ISSN 0077-1406). DuMont Schauberg, Köln 1964.
- Der Fries vom Reiterdenkmal des Aemilius Paullus in Delphi (= Monumenta artis Romanae. Band 5). Gebr. Mann, Berlin 1965.
- Die Hagia Sophia. Gebr. Mann, Berlin 1967.
- Die frühe Kirche. Kult und Kultraum. Gebr. Mann, Berlin 1972, ISBN 3-7861-4085-5.
- Die Villa des Maxentius bei Piazza Armerina (= Monumenta artis Romanae. Band 12). Gebr. Mann, Berlin 1973, ISBN 3-7861-2185-0.